# Séparation des Beatles

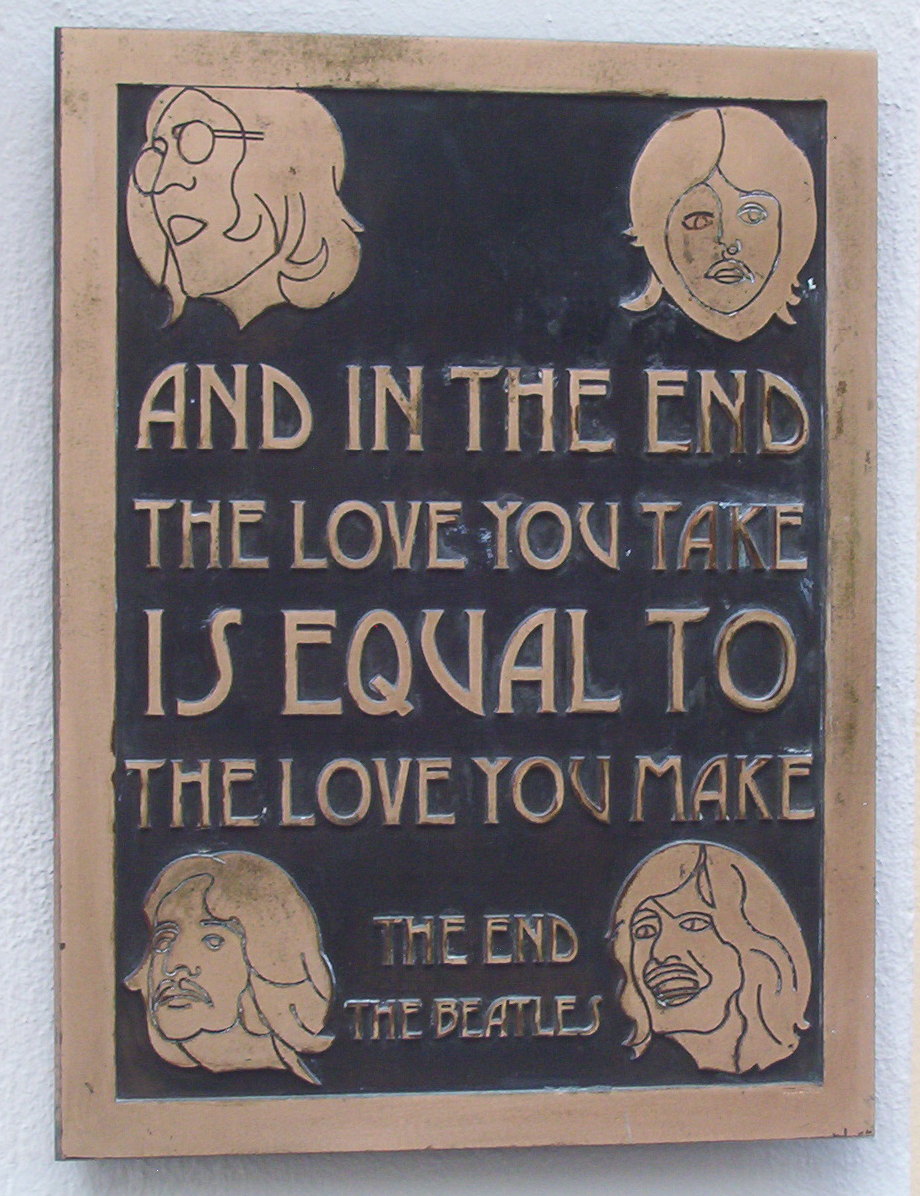
Plaque où sont inscrits les derniers mots de la chanson The End, dernier titre enregistré par les Beatles au complet le 18 août 1969.

La séparation des Beatles, un des groupes de rock les plus populaires et influents de l'histoire, est devenue partie intégrante de la légende des Fab Four. La période d'activité des Beatles s'étend de leur formation en 1960 à leur désintégration dix ans plus tard. La séparation en elle-même est le résultat d'un long processus qui s'accélère en 1969, année marquée par le départ définitif de John Lennon en septembre, une reconnaissance publique des évènements en cours par Paul McCartney dans une interview donnée en novembre, avant l'annonce officielle de la fin par ce dernier dans un communiqué de presse accompagnant la sortie de son premier album solo le 10 avril 1970.
Les causes de la séparation des Beatles sont multiples. Il ne s'agit pas d'un évènement brutal et isolé, mais d'une longue transition ponctuée par l'arrêt des tournées en 1966 et la mort de leur manager Brian Epstein en août 1967, obligeant le groupe à s'impliquer pour le meilleur et pour le pire dans des méandres financiers et juridiques conflictuels, ainsi que par l'arrivée de Yoko Ono dans la vie de John Lennon, qu'il installe à partir de mai 1968 dans les studios d'enregistrement au milieu du groupe, en provoquant rancœur et animosité. L'arrivée d'Allen Klein en février 1969 en tant que nouveau manager et avec lequel McCartney refuse de signer le moindre contrat, la perte de leur catalogue d'éditions Northern Songs, les tensions qui ne cessent d'augmenter à partir de la réalisation de l'« Album blanc », le besoin de plus en plus pressant de George Harrison de se « libérer » pour enregistrer ses propres chansons qui sont nombreuses, sont d'autres éléments menant à la dissolution du groupe.
Dans les dernières années, les Beatles commencent à diverger sur leur vision artistique. Paul McCartney, à l'origine de tous les projets du groupe à partir de 1967, fait progressivement preuve d'une forme de dirigisme qui indispose ses camarades. Ringo Starr puis George Harrison claquent tour à tour et temporairement la porte à l'été 1968 puis en janvier 1969. En septembre cette année-là, au moment où l'album Abbey Road est commercialisé, John Lennon annonce à ses partenaires qu'il quitte les Beatles, mettant de fait un terme à l'aventure. Tous commencent alors à travailler sur des projets solo, comprenant qu'ils ne joueront plus ensemble, tandis que la nouvelle reste secrète compte tenu de nombreux enjeux commerciaux et de matériel restant à publier. L'animosité régnant finalement entre les musiciens, dans plusieurs directions, rend impossible tout projet commun et Paul McCartney se décide à annoncer l'éclatement des Beatles en avril 1970. Il l'explique  par « des différends personnels, des différends juridiques, des différences artistiques, mais avant tout parce que je passe de meilleurs moments en famille », rompant le secret, s'attribuant donc la séparation et provoquant le mécontentement de ses partenaires, et particulièrement celui de John Lennon.
L'action auprès des tribunaux initiée par Paul McCartney en décembre 1970 afin de prononcer la dissolution juridique des Beatles ne trouvera son épilogue que quatre ans plus tard.

## Historique

### Arrêt des tournées

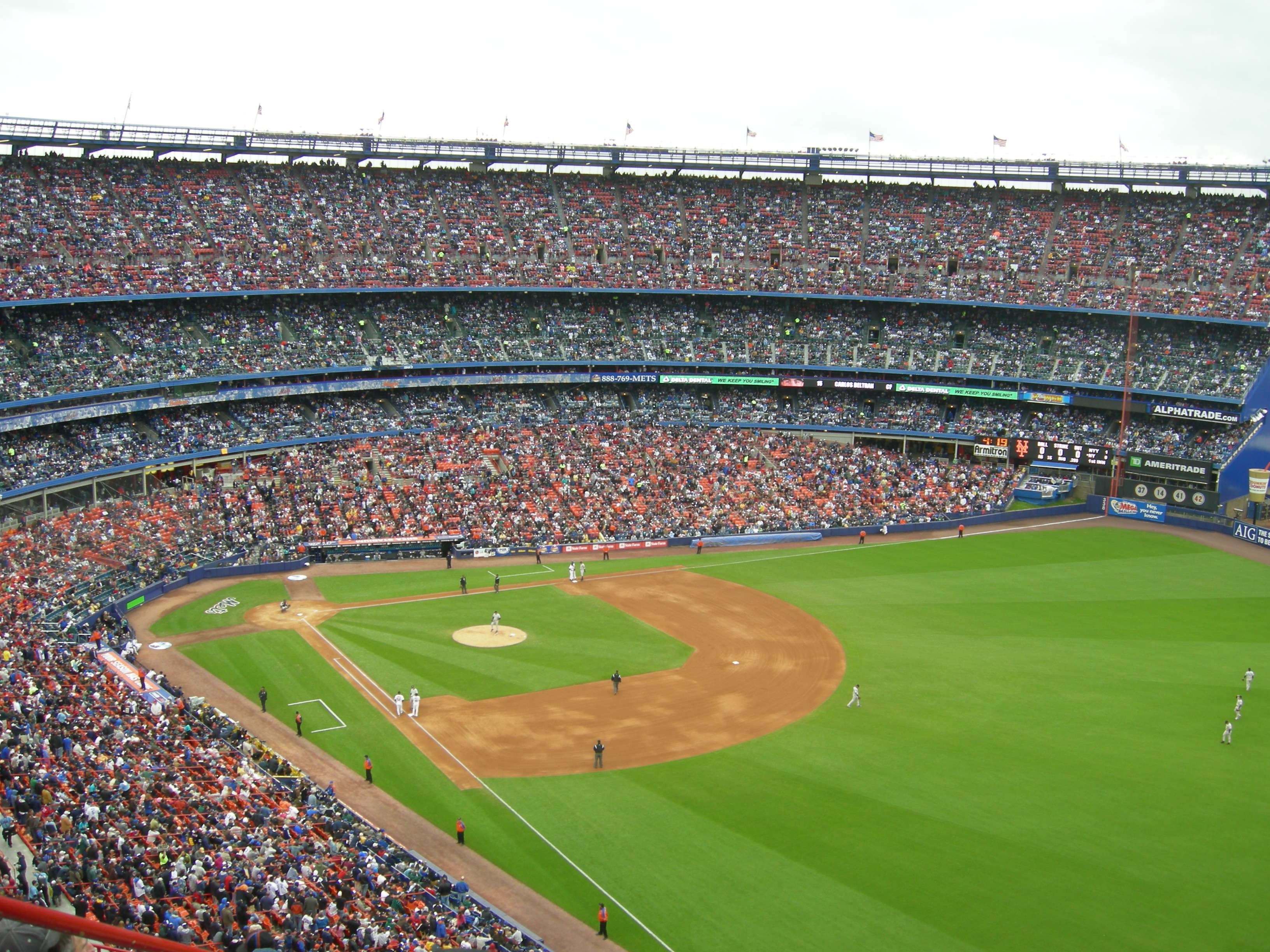
Le Shea Stadium où les Beatles jouent devant un nombre record de 56000 spectateurs le 15 août 1965, dans des conditions de sonorisation inadaptées

Jusqu'en 1966, les Beatles enchaînent, à un rythme très soutenu, les tournées, l'écriture, les séances d'enregistrement et les sorties de singles et d'albums. Mais plus leur succès grandit, plus leurs prestations publiques se déroulent dans des conditions impossibles, dans des salles ou des espaces en plein air de plus en plus grands, alors que les moyens de sonorisation sont encore balbutiants, et surtout, sous les cris stridents de la gent féminine, qui couvrent complètement leur musique. Au point qu'ils ne s'entendent pas jouer et réalisent finalement que le public ne les entend pas non plus,.
À partir de l'enregistrement de l'album Revolver, la différence entre leur production en studio, de plus en plus complexe et ce qu'ils arrivent à produire sur scène devient flagrante. Tandis que leur répertoire scénique reste quasiment le même au fil des années — des standards du rock 'n' roll comme Rock and Roll Music ou Long Tall Sally seront notamment joués jusqu'au bout —, ils constatent les dégâts dès qu'ils s'attaquent à des titres plus récents, par exemple Nowhere Man ou Paperback Writer : au Budokan de Tokyo, fin juin, on voit George Harrison agiter la main en saluant le public pour le faire hurler, afin de couvrir le chœur a cappella de Paperback Writer qui sonne nettement faux… Ces concerts à Tokyo ayant déclenché une demande de 209 000 billets se passent d'ailleurs dans une ambiance étouffante, les Beatles restant cloîtrés dans leur hôtel et bénéficiant de la plus grande protection policière jamais vue au XXe siècle pour un groupe ou un artiste, avec un dispositif (35 000 fonctionnaires mobilisés) de même ampleur que celui mis en place deux ans plus tôt pour les Jeux olympiques,.
Après cette série de concerts dans la capitale nippone, les événements vont précipiter leur décision de mettre un terme à ce que John Lennon considère comme « de foutus rites tribaux ». À Manille, aux Philippines, ils passent tout près d'un lynchage, pour avoir malencontreusement snobé, à leur arrivée, une réception donnée en leur honneur par la redoutable Imelda Marcos, épouse du dictateur Ferdinand Marcos, la veille de leurs concerts du 4 juillet. Le groupe répondra qu'il n'avait reçu aucune invitation, ce qui n'empêchera pas la presse locale de se déchaîner ni les Philippins d'envoyer des menaces d'attentat et de mort. Toute protection policière leur est retirée lorsqu'ils repartent, une foule hostile les attend à l'aéroport, ils sont agressés, parviennent difficilement jusqu'à leur avion qui va rester bloqué sur la piste, le temps que leur manager Brian Epstein en soit débarqué pour aller se faire délester de la recette des quelque 100 000 billets vendus pour leurs deux concerts,,.
Cette énorme frayeur les décide déjà à tout arrêter, mais il leur reste des dates estivales à honorer aux États-Unis. Là-bas, ils subissent les conséquences de la tempête provoquée par les paroles de John Lennon à propos du christianisme. Ils reçoivent des menaces, notamment du Ku Klux Klan, et craignent réellement pour leur sécurité, alors qu'ils se produisent dans des stades dans des conditions qui restent détestables. Ils n'en peuvent plus. La dernière date de cette tournée, le lundi 29 août 1966, au Candlestick Park de San Francisco, onze titres interprétés en un peu moins de 35 minutes, sur une scène entourée de grillages, au milieu d'une pelouse où la chasse policière aux fans déchaînés bat son plein, avant de quitter l'arène dans un fourgon blindé, devient leur dernier concert tout court.
« À Candlestick Park, on s'est sérieusement dit que tout ça devait s'arrêter. On pensait que ce concert à San Francisco pourrait bien être le dernier, mais je n'en ai été vraiment certain qu'après notre retour à Londres. John voulait laisser tomber plus que les autres. Il disait qu'il en avait assez », explique Ringo Starr. « Je suis sûr qu'on pourrait envoyer quatre mannequins de cire à notre effigie et que les foules seraient satisfaites. Les concerts des Beatles n'ont plus rien à voir avec la musique. Ce sont de foutus rites tribaux », dit John Lennon. « C'était trop, toutes ces émeutes et ces ouragans. La « Beatlemania » avait prélevé sa dîme, la célébrité et le succès ne nous excitaient plus », se remémorera George Harrison.
L'arrêt des tournées marque une première fissure dans la carrière des Beatles, partant du principe qu'un groupe de rock 'n' roll qui ne joue plus sur scène n'est plus vraiment un groupe. D'ailleurs, tandis que John s'exclame « Mais qu'est-ce que je vais faire maintenant ? » — il partira en fait tourner le film How I Won the War à Almería en Andalousie, avec Richard Lester —, George déclare tout de go « Ça y est, c’est fait, je ne suis plus un Beatles ».

### Disparition de Brian Epstein

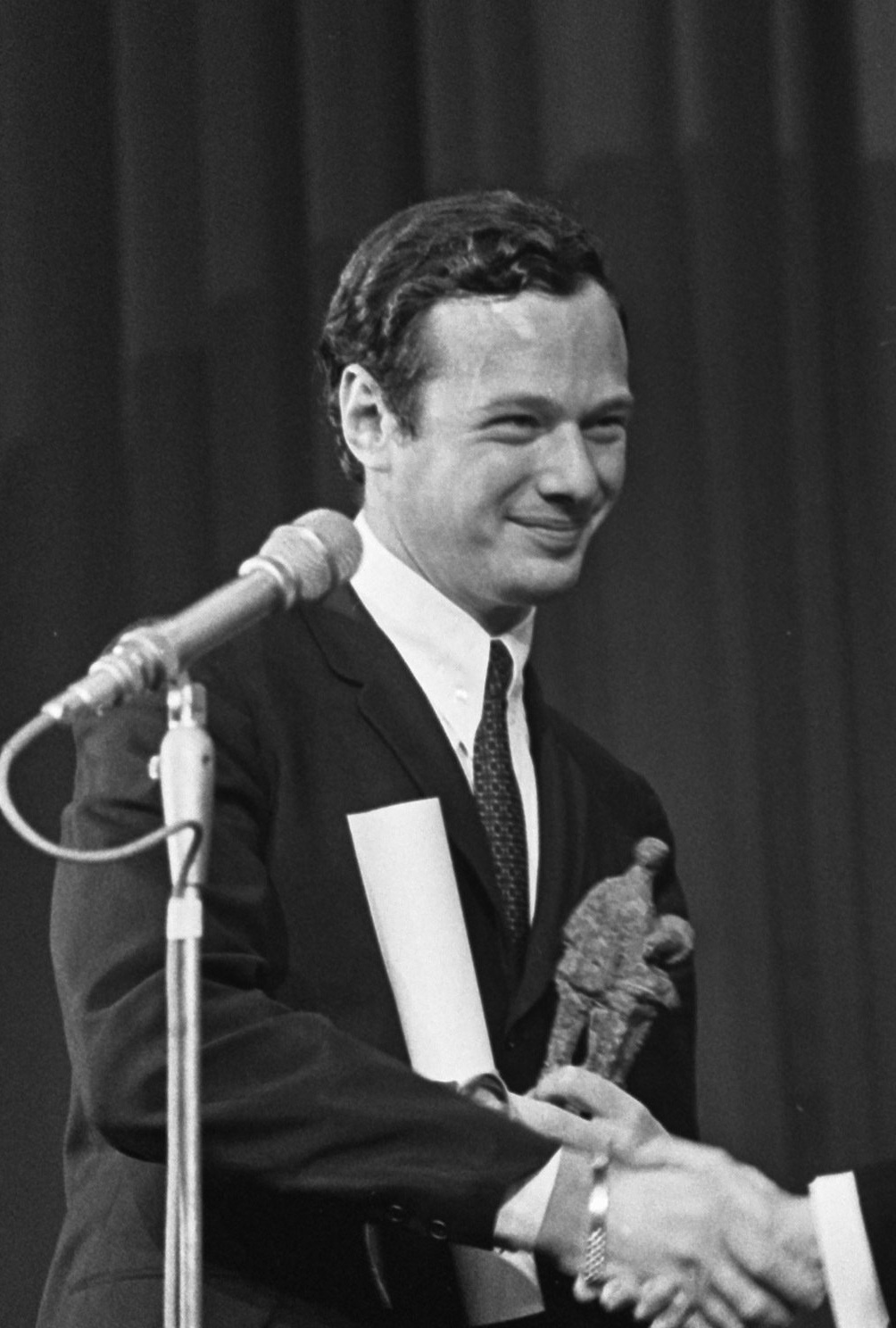
Brian Epstein, disparu le 27 août 1967.

Brian Epstein est sans doute le personnage le plus influent pour ce qui concerne le lancement et la promotion du groupe vers une popularité mondiale. Il réussit également à maintenir la cohésion entre les musiciens. Son style de management est de laisser la direction artistique au groupe tout en jouant un rôle de médiateur dès que des conflits éclatent. Son rôle commence cependant à diminuer dès lors que les Beatles cessent de donner des concerts à la fin de l'été 1966. Mais il continue à exercer sur eux une forte influence, aplanit leurs différends et surtout, gère leurs finances. Avant sa disparition, les sept premiers mois de l'année 1967 sont fastes pour le groupe, qui enregistre et sort le 1er juin un album qui va marquer son époque, Sgt. Pepper's Lonely Hearts Club Band et joue en direct et en mondovision le 25 juin devant plusieurs centaines de millions de téléspectateurs la chanson de John Lennon All You Need Is Love. Lorsqu'Epstein décède à 32 ans d'une overdose accidentelle de barbituriques le 27 août 1967, il laisse un grand vide, qui marque une nouvelle fissure dans la carrière du groupe. John Lennon, très proche de lui, se montre le plus affecté par sa disparition. McCartney ressent pour sa part la situation précaire dans laquelle se retrouvent les Fab Four et cherche à les garder mobilisés en lançant des projets les uns après les autres, à commencer par le film Magical Mystery Tour. Les trois autres se montrent de plus en plus incommodés par son côté dirigiste, aussi bien sur un plan musical que sur les questions d'orientation en général et refusent sa domination.
La fondation d'Apple Corps est initiée sous la houlette de Brian Epstein, comme un moyen d'échapper à la pression fiscale. Sa disparition inattendue assombrit l'avenir de la nouvelle compagnie. Brian Epstein ne sera jamais remplacé dans le rôle qu'il tenait en tant que manager des Beatles. Cette absence d'un véritable et fort leadership suivi par tous, tel qu'il incarnait, devient une des causes majeures de la séparation du groupe. Sans sa supervision, et avec l'inexpérience totale des Beatles en tant qu'hommes d'affaires, l'entreprise devient rapidement chaotique et ne fait qu'ajouter du stress pour le groupe au moment même où il entre en studio pour enregistrer l'« Album blanc » en mai 1968. Lors de ses séances d'enregistrement, le producteur George Martin s'y sent étranger et, le 16 juillet, l'ingénieur de son Geoff Emerick quitte même son poste face à l'ambiance détestable qui y règne.

### Arrivée de Yoko Ono
John Lennon est dans un état d’esprit fragile après le retour désordonné du groupe de Rishikesh, leur séjour dans l’ashram du Maharishi Mahesh Yogi durant les premiers mois de 1968. Ce dernier n’a pas répondu à ses attentes, Lennon vit cela comme une désillusion. Il le considère même comme un imposteur et exprime son ressentiment dans la chanson  Sexy Sadie. À cet état d’esprit s’ajoute sa consommation de psychotropes, son insatisfaction à propos de son mariage avec Cynthia et la place qu’il tient à cette époque au sein des Beatles, source de mécontentement. Le musicien américain James Taylor, qui a récemment été signé par Apple, devient une source d'opioïdes pour Lennon ; sa consommation d'opium contribuera à affecter sa personnalité.

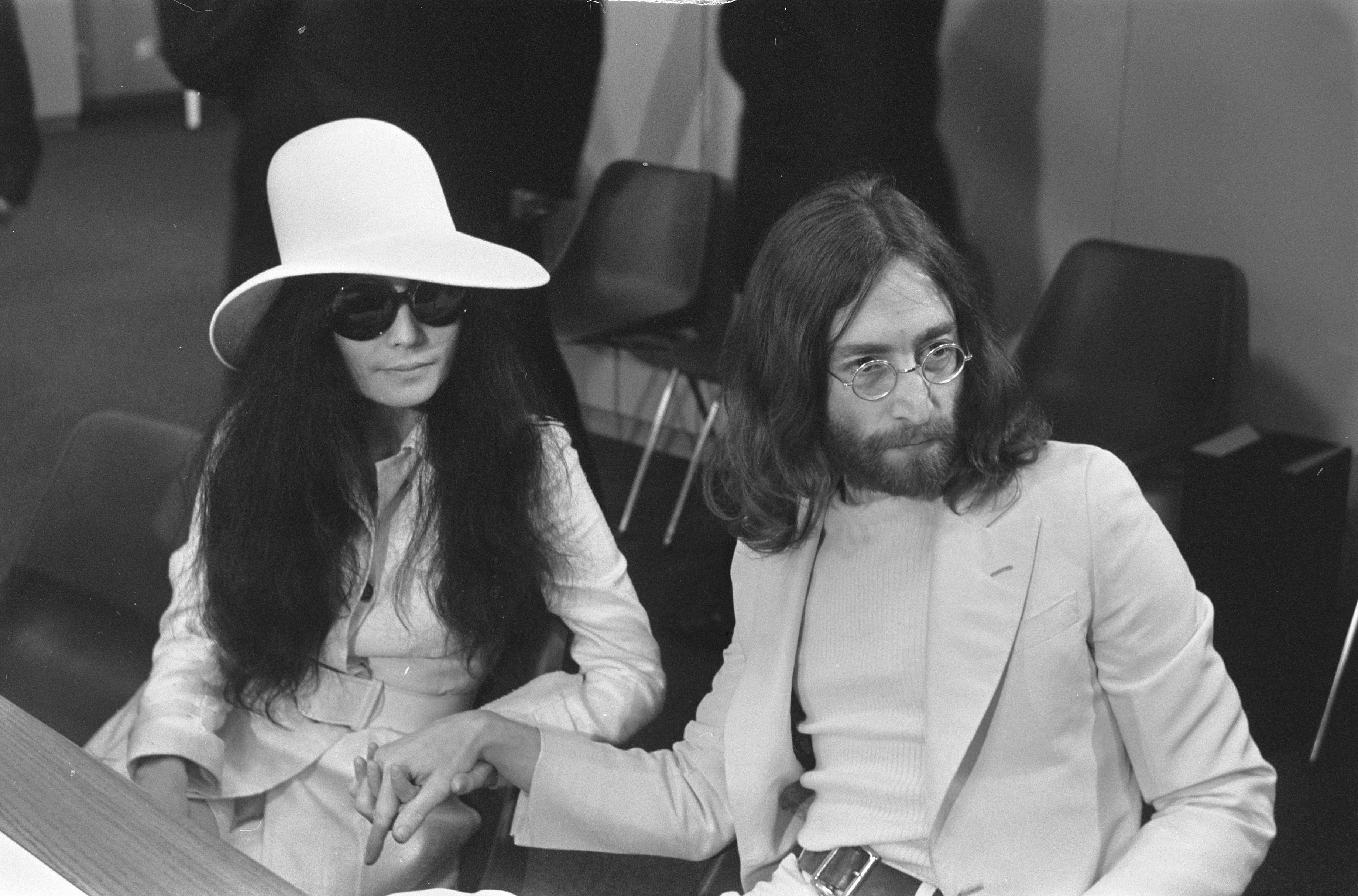
Yoko Ono et John Lennon en 1969.

Bien que McCartney ait pu être le premier à être exposé à l’art d’avant-garde et aux nouvelles tendances artistiques, Lennon développe son intérêt pour une personne en particulier : Yoko Ono, une artiste conceptuelle japonaise. Il la rencontre en 1966 lors d’une exposition dans la galerie d’art « Indica » ouverte par McCartney et son compère Barry Miles. Il s’agit tout d’abord d’une relation platonique jusqu’au printemps 1968. En mai, juste avant le début des séances d’enregistrement de l’« Album blanc », John et Yoko se retrouvent dans la maison du fondateur des Beatles alors que son épouse est en vacances, enregistrent de la musique contemporaine dans son studio personnel (qui sera publiée avec une fameuse pochette, où ils posent nus, sous le titre  Unfinished Music No.1: Two Virgins) et consomment leur amour.
À partir de ce moment-là, ils décident de ne plus se quitter un seul instant et John installe sa nouvelle compagne dans les studios Abbey Road à ses côtés, littéralement au milieu du groupe. Il viole ainsi un accord tacite entre les membres, qui voulait qu’aucune épouse ou petite amie ne soit admise parmi eux durant leur travail d’enregistrement. Quoi qu’il en soit, et alors que l’engouement de Lennon pour Yoko ne cesse de progresser, il désire qu’elle soit impliquée dans le processus de création artistique du groupe, ce qui entraîne automatiquement tensions, rancœur et ressentiment au sein de la petite équipe qui travaille à Abbey Road. Les près de 8 heures du documentaire The Beatles : Get Back de Peter Jackson la montrent cependant durant tout le mois de janvier 1969, constamment assise aux côtés de John Lennon, mais restant silencieuse et n'intervenant pas dans le processus créatif du groupe. Tout juste la voit-on en deux occasions faire des « vocalises » au micro à l'occasion de bœufs sans prétention. Il y a aussi ce moment où, après le départ de George Harrison et une réunion ayant tourné court pour le faire revenir, Linda McCartney explique que Yoko y avait « répondu à la place de John ».
« À partir du moment où Yoko Ono s'est mise à répondre à la place de John Lennon dans les réunions du groupe, ce n'était plus qu'une question de temps », écrit le journaliste anglais Mark Beaumont dans The Independant à l'occasion des cinquante ans de la séparation du groupe. Les fans ont généralement rendu Yoko Ono responsable de la séparation des Beatles, alors qu’elle n’est qu’un des éléments y ayant mené. Elle aura aussi été une bouée de sauvetage pour un Lennon en perdition et une muse pour le compositeur, lui permettant d’écrire quelques-unes de ses plus belles chansons.

### Départs temporaires de Starr puis de Harrison

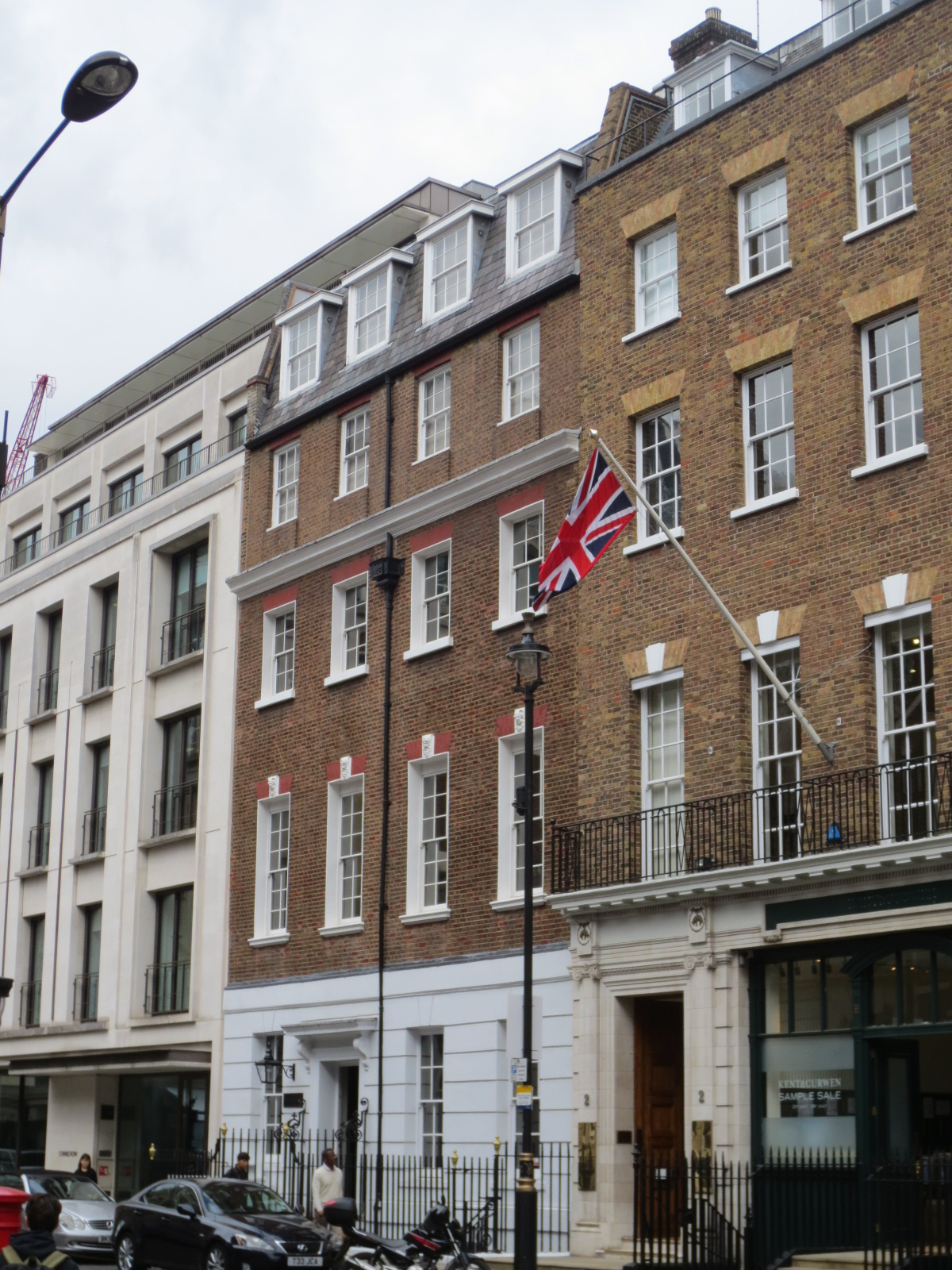
L'immeuble du 3, Saville Row, siège de la compagnie Apple Corps, sur le toit duquel les Beatles donnent leur dernier concert le 30 janvier 1969.

Si Ringo Starr a été le premier à quitter temporairement le groupe le 22 août 1968, en plein milieu de l'enregistrement de l'« Album blanc », partant brutalement en vacances familiales en Sardaigne excédé par l'ambiance et estimant qu'il n'arrive pas à jouer correctement (il reviendra deux semaines plus tard, découvrant sa batterie couverte de fleurs), George Harrison en fait de même en janvier 1969, alors que le groupe s'attelle au projet Get Back. Pour recoller les morceaux après les tensions nées lors de la réalisation du « double blanc », Paul McCartney suggère au groupe de revenir à ses racines : jouer du rock en direct, sans aucun artifice de production, le tout étant filmé pour voir les Beatles répéter en préparation d'un concert qui pourrait avoir lieu à la Roundhouse de Londres le 29 janvier 1969. À partir du 2 janvier, devant les caméras de Michael Lindsay-Hogg installés dans les studios de Twickenham, les Fab Four se mettent à la tâche mais avec d'inhabituels horaires de bureau (de 9 h à 17 h). L'ambiance est délétère, seul McCartney est réellement motivé par ce projet. « Pourquoi êtes vous là ? Moi, je suis là parce que je veux faire un concert, mais je ne vois pas le moindre soutien de votre part », dit-il à ses camarades. Yoko Ono reste présente au milieu des musiciens, assise aux côtés de Lennon, silencieuse.
Les Beatles répètent leurs nouvelles compositions, nombreuses, qui seront utilisées sur Let It Be, sur Abbey Road et sur les albums solo que McCartney, Lennon et Harrison publieront après la séparation du groupe. Il revisitent des classiques du rock'n'roll et quelques-uns de leurs anciens titres. Ils blaguent, discutent, se disputent et tout ce qu'ils produisent est capté par les magnétophones Nagra tournant en continu qui équipent les caméras. Lindsay-Hogg les filme durant trois semaines et son montage pour le film Let It Be insistera sur les déboires d'un groupe en train de se disloquer. On voit ainsi George Harrison s'énerver le 6 janvier devant les recommandations de McCartney durant les répétitions de Two of Us : « Je jouerai tout ce que tu voudras. Et si tu ne veux pas que je joue, je ne jouerai pas. Tout ce qui te fera plaisir, je le ferai ». Quatre jours plus tard, littéralement excédé, le guitariste remballe son matériel et s'en va. « Je me casse. Mettez une annonce, faites venir des gens, on se reverra dans les clubs ». Une réunion de réconciliation chez Ringo Starr tourne court quand Harrison s'énerve en entendant Yoko Ono répondre à nouveau à la place de son futur mari. Durant ces séances, plusieurs de ses chansons qui se retrouveront l'année suivante sur son premier disque solo All Things Must Pass ont été répétées par le groupe. George Harrison expliquera plus tard : « j'étais en train de tenter de les faire enregistrer au milieu du traditionnel matériel Lennon/McCartney et pour moi, c'est le point principal concernant notre séparation : être capable de faire mon propre disque, enregistrer toutes ces chansons que j'avais empilées et aussi pouvoir le faire avec des gens nouveaux, comme respirer de l'air frais ».
En attendant, Harrison revient auprès du groupe sous conditions : il n'est pas question de donner un concert public à la fin des répétitions. Il revient et invite un vieil ami, le pianiste Billy Preston, dont la présence va permettre au groupe de retrouver sa cohésion. Les Beatles se mettent finalement d'accord pour donner un concert privé sur le toit de l'immeuble de leur compagnie Apple, au 3, Saville Row, avec Preston au piano électrique, qui se déroule le  30 janvier.
Au moment de remballer leur matériel au bout du concert final, John Lennon prononce la phrase « I'd like to say thank you on behalf of the group and ourselves, and I hope we passed the audition » (« Je voudrais vous remercier au nom du groupe et de nous tous, et j'espère que nous avons réussi l'audition »), qui sera intégrée à la fin de la chanson Get Back, dernière piste de l'album Let It Be. Malgré tous ces problèmes relationnels et autres qui disloquent le groupe, une des hypothèses, concernant leur décision de se regrouper à nouveau à l'été 1969 pour enregistrer l'album Abbey Road est que ce concert sur le toit, long de 40 minutes et où ils ont échangé de nombreux sourires, où leur plaisir de jouer ensemble s'est clairement manifesté, a été l'étincelle qui leur a permis de continuer quelques mois encore, afin de revenir aux studios EMI sous la houlette de George Martin pour produire leur dernière œuvre commune.

### Allen Klein entre en scène
Depuis la mort de Brian Epstein, et dans les dernières années du groupe, tous les projets sont l'œuvre de Paul McCartney, lequel fait de plus en plus preuve d'une forme de dirigisme qui ne plaît pas à ses camarades, principalement John Lennon et George Harrison. Ils ont l'impression de devoir se battre avec lui pour imposer leurs chansons ; Lennon ira jusqu'à lui dire qu'il l'a fait douter de ses capacités de songwriter, qu'il l'a étouffé au point qu'il n'a même plus le courage de défendre ses compositions. Par ailleurs, les affaires d'Apple Corps tournant au désastre financier, le groupe a besoin d'un véritable manager. Les choses se corsent quand McCartney tente d'imposer les avocats Lee et John Eastman, le père et le frère de son épouse Linda, ce qui n'est pas du goût de ses camarades n'ayant aucune intention de lui donner encore plus de contrôle sur le groupe. Le choix de Lennon, Harrison et Starr se porte sur un véritable requin, Allen Klein alors manager des Rolling Stones. Ils l'engagent en février 1969 en tant que nouveau manager des Beatles, mais McCartney refuse d'apposer sa signature en bas du contrat.
Selon le réalisateur Peter Jackson, qui a travaillé durant quatre années sur le documentaire The Beatles : Get Back (mis en ligne en novembre 2021 sur Disney+), Allen Klein est le véritable responsable de la séparation du groupe. « Ça n'est pas Yoko qui a cassé le groupe. Il a éclaté sur des désaccords à partir du moment où Klein est arrivé pour gérer leurs affaires, alors que Paul n'était pas d'accord. Une règle avait toujours présidé aux décisions du groupe : c'était quatre voix unanimes ou ça ne se faisait pas. L'unanimité était requise dans les décisions. Pour la première fois de leur histoire, ça a été trois voix contre une. John, George et Ringo voulaient que Klein devienne leur manager, et Paul ne voulait pas. Ils lui on dit « Eh bien, Paul, Klein va prendre nos affaires en mains parce que nous sommes trois voix et tu n'en a qu'une ». Paul a essayé de faire en sorte que cela fonctionne malgré tout, les autres aussi, mais ça a créé un fossé entre eux et c'est pour cela que le groupe s'est séparé ».
En 1973, Lennon, Harrison et Starr décident de rompre le contrat avec Allen Klein à la suite de plusieurs malversations, et ce dernier les attaque en justice. « Paul a eu sans doute raison » dit alors John Lennon.
Paul ne s'est pas trompé et a senti la suite grâce à son instinct, puisque, au même moment de la séparation des Beatles en 1970, les Rolling Stones découvrent qu'ils perdent par inadvertance leur catalogue au profit de leur manager Klein via sa société ABKCO, convenu dans le contrat les liant depuis 1965. De plus, cet incident aura pour conséquence la récupération par Allen Klein des droits de la chanson Bitter Sweet Symphony de The Verve en 1997, contenant un sample d'une composition orchestrale de The Last Time des Rolling Stones (dont les droits appartiennent à Klein).

## Séparation

### Départ de John Lennon
Le 18 août 1969, les Beatles jouent les solos pour l'enregistrement de The End qui clôt le medley d'Abbey Road. Starr, qui méprise les solos de batterie, est convaincu d'en effectuer un pour cette occasion, enregistré le 23 juillet. Geoff Emerick, leur ingénieur de son, résume la prestation des trois comparses : « Plus que tout, ils me faisaient penser à des franc-tireurs, avec leurs guitares attachées, l'air résolu, déterminé à se surpasser. Pourtant, il n’y avait aucune animosité, aucune tension – on pouvait sentir qu’ils ne faisait que s’amuser ».  Deux jours plus tard, ils sont, pour la dernière fois, tous les quatre réunis en studio pour mettre la dernière touche à la chanson de John Lennon, I Want You (She's So Heavy).
Le 8 septembre, deux semaines avant la sortie du prochain album et au moment où Ringo Starr est hospitalisé pour des examens pour des douleurs à l'intestin, John Lennon utilise un magnétophone pour lui enregistrer les discussions d'une réunion du groupe. Lors de celle-ci, Lennon propose que le prochain album des Beatles, qui doit être publié vers la période des fêtes, soit composé de quatre de ses chansons, quatre de McCartney - toutes créditées individuellement, quatre de Harrison et deux de Starr « s'il les veut ». Mais peu après, le 13 septembre, Lennon donne un concert au Toronto Rock and Roll Revival Festival avec le Plastic Ono Band et change d'avis lors du voyage retour. Le 16 ou 17 septembre - la date est incertaine, sera l'une des dernière fois que les quatre membres du groupe se retrouveront ensemble dans une même pièce lorsqu'ils seront appelés à assister à une réunion d'affaires très mouvementée. Le 20, la possibilité de retourner en studio meurt dans l’œuf quand John annonce à Paul McCartney et Ringo Starr - George Harrison est absent - qu'il quitte définitivement le groupe, en réponse à Paul qui, dans une ultime tentative de relance, propose de repartir en tournée dans des petites salles. « Je pense que tu es complètement bête ! Je n'allais pas vous le dire, mais voilà, je casse le groupe, ça fait du bien, c'est comme un divorce », lui dit-il. Ils conviennent que cette nouvelle doit rester secrète pour le moment, compte tenu des enjeux commerciaux de la renégociation des contrats de distribution avec EMI au Royaume-Uni et Capitol Records aux États-Unis. Dans les mois suivants, les autres membres s'interrogent quant à savoir si cette décision sera permanente ou si Lennon pourrait changer d'avis. « J'ai fondé le groupe, je l'ai dissous, c'est aussi simple que cela », dira-t-il plus tard.
Le 33 tours Abbey Road parait le 26 septembre 1969 en Angleterre et restera, à partir du 4 octobre 1969, 17 semaines no 1 en Angleterre tandis que les deux faces du single issu de l'album, Something / Come Together, vont occuper partout la tête des palmarès.

### Départ de Paul McCartney
À l'automne 1969, en réponse à la rumeur « Paul is dead », un journaliste et un photographe du magazine Life se présentent en Écosse à la ferme du « défunt » pour avoir un commentaire. Durant les discussions, McCartney affirme que l'« aventure Beatles est terminée » (« The Beatle thing is over ») mais cette citation choc passe inaperçue.
Les Beatles enregistrent pour la dernière fois en tant que groupe les 3 et 4 janvier 1970, en l'absence définitive de John Lennon, avec la chanson de George Harrison I Me Mine à paraître sur l'album Let It Be. En introduction de la version publiée sur le disque Anthology 3, on peut entendre Harrison lâcher une plaisanterie à ce sujet : « You all will have read that Dave Dee is no longer with us, but Mickey and Tich and I, just like to carry on the good work that's always gone down in number two » (« Vous aurez tous lu que Dave Dee n'est plus avec nous, mais Mickey, Tich et moi-même apprécions de poursuivre le bon travail qu'on a toujours fait au [studio] numéro deux ») ; ces noms faisant référence à un groupe britannique populaire du moment, Dave Dee, Dozy, Beaky, Mick and Tich. Ringo Starr est le dernier membre à jouer pour le groupe lorsqu'il enregistre, le 1er avril 1970, des overdubs de batterie sous la houlette de Phil Spector pour les chansons Across the Universe, The Long and Winding Road et I Me Mine.
Entre-temps, Paul McCartney soigne sa déprime aux côtés de son épouse Linda et ses enfants, en préparant son premier album solo, quand Ringo débarque à la porte de son domicile, porteur d'une lettre commune aux trois autres membres lui demandant de retarder la sortie de son disque pour laisser la place à Let It Be dont la sortie est prévue pour le 8 mai. Furieux, McCartney l'envoie au diable et lui claque la porte au nez. Quelques jours plus tard, le 10 avril 1970, il sort donc son premier album solo, sobrement intitulé McCartney, et annonce, à travers un communiqué de presse, où il fait les questions et les réponses, inséré dans les pressages « promotionnels » de son disque solo, qu'il ne fait plus partie du groupe à la suite de « désaccords sur les plans personnel, financier et artistique ». Il rompt donc lui-même le secret et s'attribue la pleine responsabilité de la séparation, ce qui aura le don d'outrer ses camarades, surtout John Lennon qui ne lui pardonnera jamais cette attitude - il l'interprète comme un simple coup publicitaire dans le but de faire vendre l'album McCartney.

### Procédures judiciaires
Si la gestion chaotique de leur société Apple Corps est une réelle source de stress et de réunions mouvementées pour les Beatles, un autre événement aggrave encore les choses. Toujours dans la dernière année du groupe, ils perdent la propriété de tout leur catalogue de chansons. Northern Songs était en effet détenu à 51 %, soit la majorité des parts, par Brian Epstein à travers sa société NEMS. Une fois ce dernier disparu, sa famille et Dick James, éditeur du groupe et administrateur de Northern Songs depuis les débuts en 1963, décident de vendre le catalogue à l'empire ATV - Associated Television, sans que les Beatles ne puissent rien faire. Un déboire qui pèse aussi de tout son poids dans l'ambiance délétère menant à la dissolution du groupe. C'est ce catalogue détenu par ATV que Michael Jackson rachètera pour 47,5 millions de dollars en 1985.
Lorsque l'album Let It Be parait le 8 mai 1970, Paul McCartney se met en colère quand il écoute la production de Phil Spector sur son titre The Long and Winding Road, surchargé avec des cordes et des chœurs féminins. N'ayant jamais été consulté pour ces ajouts, il expédie une lettre à Allen Klein chez Apple où est écrit « Ne refaites plus jamais ça ! ».
Après son annonce du 10 avril et devant les titres de presse annonçant que « Paul Quits The Beatles! », McCartney se défend : « Ringo est parti le premier ! Puis George, puis John ! J'ai été le dernier à quitter le groupe. Ce n'était pas moi ! ». Courant 1970, ses trois camarades disent tous que les différends peuvent s'aplanir, le service de presse du groupe publie un communiqué où on peut lire « Les Beatles ne veulent pas se séparer, mais le fossé qui les sépare actuellement semble faire partie de leur évolution, au moment où le style de chacun parait étouffer les autres. Ils pourraient rester en sommeil des années durant ». Mais McCartney, décidé à se débarrasser d'Allen Klein, ne trouve pas d'autre solution que d'attaquer les trois autres membres du groupe en justice, en décembre 1970, afin de se délier les mains.
Il faut quatre années de procédures en justice pour que les différends juridiques trouvent une issue, afin de pouvoir prononcer la dissolution officielle des Beatles. En décembre 1974, les documents sont prêts et une réunion est mise sur pied à New York, le 19 décembre, où toutes les parties prenantes doivent apposer leur signature en bas d'un volumineux accord. Pourtant Lennon décide de ne pas se présenter, dans la ville où il habite pourtant. Ses anciens partenaires sont outrés, particulièrement George Harrison.
Finalement, alors que Lennon, son fils Julian et son assistante et petite amie du « week-end perdu », May Pang sont en vacances dans le village polynésien du Disneyland floridien, un avocat d'Apple Corps leur apporte les documents le 29 décembre 1974. May Pang raconte : « "Range ton appareil photo !" m'a-t-il dit en plaisantant. John a ensuite appelé son avocat Harold Seider pour régler les derniers détails. Quand il a raccroché, il s'est mis à regarder mélancoliquement à travers la fenêtre. Je pouvais presque le voir rejouer toute la carrière des Beatles dans son esprit. Il a finalement pris un stylo et, dans le contexte improbable d'un hôtel polynésien au cœur de Disneyland, a mis officiellement fin au plus grand groupe de l'histoire du rock'n'roll en griffonnant simplement John Lennon en bas de la dernière page ».
En conclusion de son article « Why The Beatles Split: The True Story Behind the Break-Up of the Biggest Band Ever  » (« Pourquoi les Beatles se sont séparés, la vraie histoire de la rupture du plus grand groupe ayant jamais existé ») publié en avril 2020 dans les pages du Independent, Mark Beaumont (en) remarque : « À ce moment-là, les Beatles étaient tous individuellement lancés dans une carrière solo réussie, leur héritage et leur légende ayant pour longtemps survécu à leur triste démolition. Pourtant, nombre de leurs premiers enregistrements étaient imprégnés de leurs regrets, et à ce jour, leur séparation ressemble à une tragédie évitable, l'exemple le plus triste dans l'histoire du rock des effets suffocants du talent et du succès indomptables. Et, oui, — en référence à la dernière phrase entendue sur l'album Let It Be — ils ont réussi l'audition ».
En 2024, on a retrouvé, dormant dans une armoire depuis les années 1970, les comptes-rendus des multiples discussions des représentants et des avocats des membres du groupe. Les trois cents pages montrent à quel point la situation financière du groupe était désastreuse dues autant aux erreurs de Brian Epstein que de la mauvaise gestion de Klein. Estimés entre 5 000£ et 8 000£, elles sont mises aux enchères par la boîte Dawsons le 12 décembre et acquises par un acheteur anonyme pour un peu plus de 9 000£.

## Suites

### Relations entre les Beatles
À la suite de la séparation, Lennon, Harrison et Starr ont chacun, à certains moments, contribué individuellement aux enregistrements de l'un et l'autre, pour même participer tous les trois en 1973 à la chanson I'm the Greatest écrite par Lennon pour le batteur. McCartney a pour sa part collaboré avec Ringo Starr à quelques reprises.
Tout au long des années 1970, malgré leurs carrières solos et le fait qu'ils évitent d'apparaître ensemble en public, les Beatles sont sans cesse interrogés sur une possible reformation. Leurs réactions varient énormément ; John Lennon se montre le plus loquace mais le plus ambivalent. En 1973, il déclare que « les possibilités sont pratiquement nulles », mais plus tard dans l'année il affirme qu'« il y a toujours une chance. D'après ce que je sais en leur parlant, ça ne les gênerait pas qu'on retravaille ensemble. Il n'y a pas de loi disant qu'on ne va pas se retrouver ou qui dit le contraire. Si on fait quelque chose, je suis sûr que ce ne sera pas permanent. On le fera juste pour un moment précis. Je pense qu'on est plus proches à présent qu'on ne l'a été depuis longtemps. Je parle du split comme d'une phase de divorce et aucun de nous pensait que ça arriverait. Ça s'est passé comme ça. On se connait assez bien pour en parler. » Mais en 1974, il fait volte-face : « Non. Pour quoi faire ? On a tout donné. Mon Dieu, on arrive pas à caler une date pour se réunir et encore moins pour jouer. » À l'inverse, un peu plus tard il déclare : « On ne sait jamais, on ne sait jamais. C'est dans l'air ». En 1975, lors d'une interview pour l'émission The Old Grey Whistle Test de la BBC, son aversion s'atténue et se mute en apathie. « Si nous retournions dans un studio et nous apercevions que nous nous stimulons encore les uns les autres, alors ça vaudrait le coup... Si nous enregistrions quelque chose que nous estimons valable, ça sort. Mais c'est tellement utopique. Dans un sens ou dans l'autre, je m'en fiche. Si quelqu'un veut mettre ça sur pied, j'en serai. Mais je n'ai aucune envie de m'y coller, moi, ça, c'est sûr. » 
George Harrison, de son côté, affirme en 1974 qu'il « pourrait toujours intégrer un groupe avec John Lennon », mais « pas avec Paul McCartney ». Ce dernier, depuis deux ans au sein des Wings, paraît peu convaincu : « Je ne pense pas que ça pourrait marcher, ce ne serait pas aussi bon. » 
Plusieurs rumeurs au fil des années laissent présager une réunion du groupe. Sid Bernstein, celui qui a ouvert la porte des États-Unis au groupe, propose des sommes énormes et des possibilités de concerts de charité pour inciter le groupe à un retour sur scène dans les années 1970. En 1976, Lorne Michaels, le producteur de l'émission humoristique Saturday Night Live, offre la somme « faramineuse » de $3000 pour que le groupe se réunisse lors de son émission. Paul McCartney est de passage à New York la semaine suivante et visite son ex-partenaire. Lennon lui parle de cette blague et ils jonglent momentanément avec l'idée de se présenter au studio, situé à quelques pas du Dakota Building. Ils décident finalement de s'abstenir. S'engageant dans le gag, George Harrison, qui est invité à la même émission plus tard dans l'année,, est aperçu négociant son faible cachet avec Micheals et accepte rapidement les 250$ de bonus pour dire la phrase fétiche « Live from New York, it’s Saturday Night! ». En 1979, Kurt Waldheim, le secrétaire général de l'Organisation des Nations unies, tente de réunir le groupe pour un concert au profit des « Boat-people », les  réfugiés du Mékong. Finalement, une série de concerts a lieu à Londres mettant en vedette plusieurs artistes, dont Paul McCartney and Wings en tombée de rideau. En 1995, une publicité de la chaîne Pizza Hut s'amuse avec le retour du groupe en mettant en scène Ringo Starr qui tente de réunir ses amis, pour finalement se retrouver avec trois membres des Monkees.
Le rêve de voir la reformation du groupe disparaît après l'assassinat de John Lennon le 8 décembre 1980. McCartney et Starr participent à l'enregistrement du titre hommage à leur ancien collègue, All Those Years Ago de George Harrison. Pour sa part McCartney enregistre en 1982 Here Today en son honneur. En 1989, ce dernier aura ce trait d'humour : « Pour autant que je sache, les Beatles ne se reformeront pas tant que John Lennon restera mort ». Tout de même, les trois musiciens participent ensemble au projet Anthology en 1994 et 1995, où ils interprètent deux titres à partir de démos enregistrées par Lennon de ses compositions originales et inédites, Free as a Bird et Real Love. 
Le 29 novembre 2001, Harrison, le cadet des Beatles, meurt d'un cancer généralisé à l'âge de 58 ans. Starr enregistre la chanson Never Without You (en) en 2003 pour son ami.
Les discours d'introduction de John Lennon au Rock and Roll Hall of Fame en 1994 et de Ringo Starr en 2015 seront prononcés par Paul McCartney,.
En 2023 sort Now and Then, annoncée comme étant la « dernière chanson des Beatles », une troisième démo de Lennon entamée et rapidement abandonnée durant les séances Anthology. Afin d'isoler sa voix, l'enregistrement est manipulé par un algorithme d'intelligence artificielle, développé par l'équipe de Peter Jackson pour le documentaire The Beatles: Get Back. La chanson, sur laquelle les quatre musiciens sont entendus, atteint le sommet du classement britannique et le top dix américain.